# Limonium sinuatum

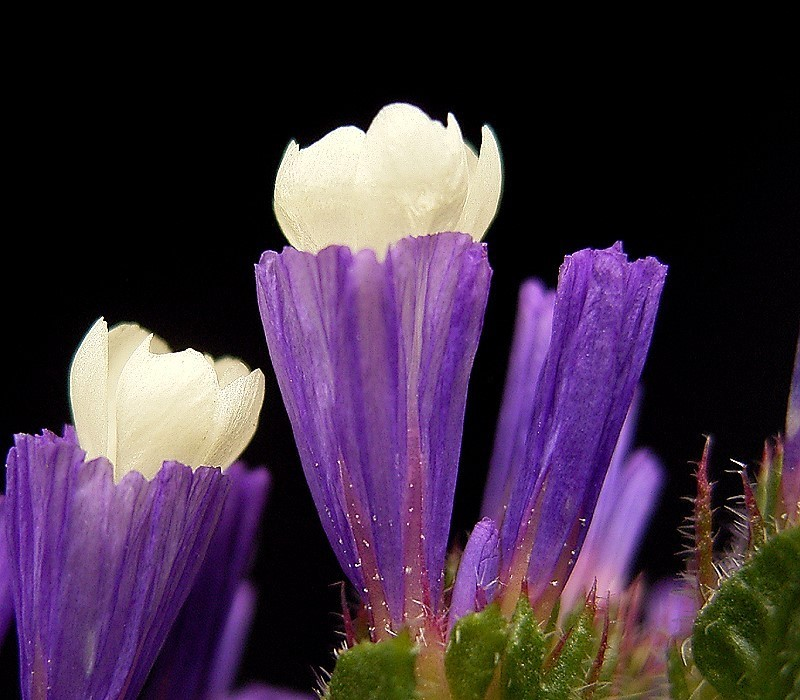
Detall de la flor

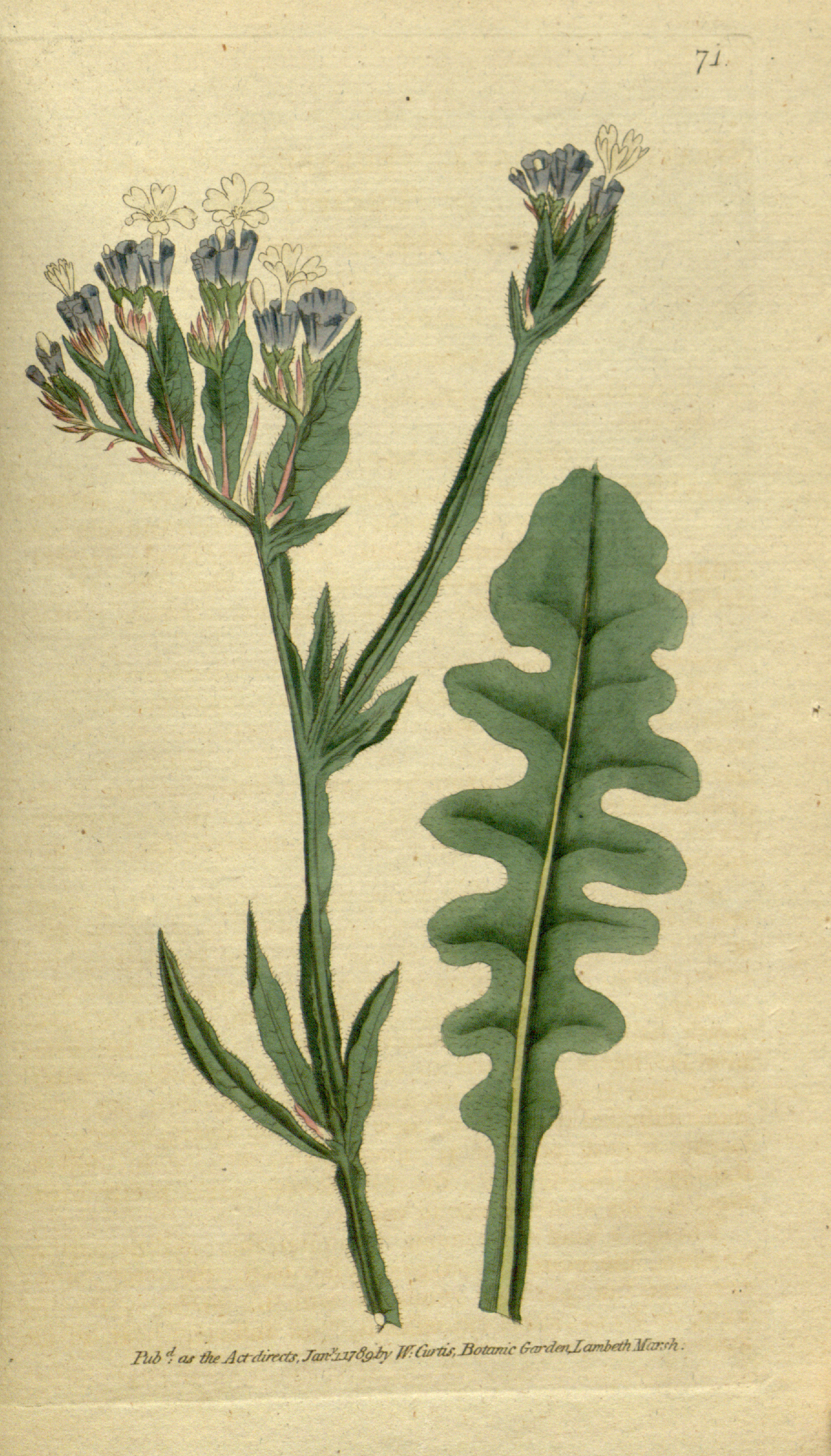
Il·lustració

Limonium sinuatum és una espècie de planta de la família de les plumbaginàcies. Es conrea a vegades com a planta ornamental.

## Descripció
És una planta perenne, herbàcia, que arriba a fer uns 15-40 cm d'alçada. Tija més o menys recta, amb 4 marges alats, i en cada nus 3 apèndixs lanceolats, foliacis, d'1-8 cm de longitud. Totes les fulles en roseta basal, pinnatífides, de 3-15 cm de llarg i fins a 1,5 cm d'ample, amb 4-7 lòbuls rodons en cada costat, de pubescència aspra. Inflorescència en corimbes, densos, terminals, compostos de 2 a 3 radis florits amb 3 bràctees. Bràctea interna de dents punxants. La tija superior alada com una fulla per sota del corimbe. Calze radiat, de 10-14 mm de llarg, amb marge plegat de color violeta, persistent. Corol·la radiada, blanca groguenca o rosa, caduca.
És una planta perenne. Floreix a l'estiu i tardor. Comença a dispersar les llavors a finals d'estiu. Pot reproduir-se per esqueix a la primavera.

## Distribució i hàbitat
Es distribueix pel Mediterrani. Des del nord d'Àfrica, incloent Canàries, i Palestina, es va estendre per tot Europa mediterrània. Abundant al sud-est de la península Ibèrica, al cap de Gata i punta Entinas-Sabinar. Habita en costes sorrenques i rocoses, en llocs secs i salins.

## Taxonomia
Limonium sinuatum va ser descrita per (L.) Mill. i publicada en The Gardeners Dictionary:... eighth edition no. 6, 1768.

### Etimologia
- Limonium: nom genèric que procedeix del grec leimon, que significa 'prat humit', fent al·lusió a l'hàbitat de moltes de les espècies del gènere.[2]
- sinuatum: epítet llatí procedent de sinus, que significa 'sinuós', en al·lusió al limbe de les fulles.[3]

### Sinonímia
- Statice sinuata L.
- Taxanthema sinuata (L.) Sweet.[4]